# (10656) Albrecht
(10656) Albrecht (2213 T-1) – planetoida z pasa głównego asteroid okrążająca Słońce w ciągu 5,66 lat w średniej odległości 3,17 j.a. Odkryta 25 marca 1971 roku.